# Hooley Smith
Reginald Joseph „Hooley“ Smith (* 7. Januar 1903 in Toronto, Ontario; † 24. August 1963 in Montreal, Québec) war ein kanadischer Eishockeyspieler (Center), der von 1924 bis 1941 für die Ottawa Senators, Montreal Maroons, Boston Bruins und New York Americans in der National Hockey League spielte.

## Karriere
Smith spielte ab 1921 für die Toronto Granites und holte in den Jahren 1922 und 1923 zweimal den Allan Cup. Dank dieser Erfolge stellten die Granites auch das Team, das Kanada bei den Olympischen Winterspielen 1924 in Chamonix vertrat. Er war bester Scorer des Teams, welches bei diesem Turnier die Goldmedaille gewann.
Zur Saison 1924/25 verpflichteten die Ottawa Senators den von mehreren Teams umworbenen Spieler in die NHL. Dort hatte man ihm eine Prämie in der Höhe von 2.000 Dollar für eine Spielzeit (1 Jahr) geboten, Smith forderte jedoch 9.000 Dollar Prämie für drei Spielzeiten. Als er den Toronto Arenas empfohlen hatte einige Stars zu verkaufen, um die finanziellen Mittel für seine Verpflichtung aufbringen zu können, brachen die „Arenas“ die Verhandlungen ab.
Mit den Spielern Frank Nighbor und Cy Denneny bildete er in eine der defensivstärksten Reihen in der Liga. Smith war auch in der Offensive stark, doch oft hatte er sein Temperament nicht im Griff. Als er mit den Senators in den Stanley-Cup-Finals 1927 stand, verprügelte er Harry Oliver derart heftig, dass er vom NHL-Präsident Frank Calder für zehn Spiele in der folgenden Saison gesperrt wurde.
Die Montreal Maroons hatten sich bereits in den Jahren zuvor immer wieder um ihn bemüht. Die angespannte finanzielle Lage in Ottawa und die Tatsache, dass er bei seinen Mitspielern nicht sonderlich beliebt war, kamen nun zur anstehenden Sperre. Die Senators akzeptierten das Angebot, Punch Broadbent zurückzubekommen, und kassierten zusätzlich 22.500 Dollar für Smith. Smith verdiente jährlich 8.000 Dollar.
Anfangs spielte er in einer Reihe mit Nels Stewart und Jimmy Ward, doch bald wurde Ward durch Babe Siebert ersetzt. Sie bildeten die „Three S-Line“, eine der besten Sturmreihen ihrer Zeit. Mit Dunc Munro traf er in Montreal auch auf einen ehemaligen Teamkameraden, mit dem er bei Olympia zusammengespielt hatte. Nachdem sich die Maroons von Stewart und Siebert getrennt hatten, stand er wieder mit Ward und Baldy Northcott in einer Reihe. Er vereinte stets Torgefahr und körperbetonten Einsatz. Über viele Jahre pflegte er eine Privatfehde mit Torontos Red Horner, die von den Medien stets beobachtet wurde.
Als er zum Mannschaftskapitän der Maroons ernannt wurde, gab dies der Mannschaft einen Ruck und das Spiel wurde aggressiver. Er führte das Team zum Stanley Cup in der Saison 1934/35. Er selbst spielte in den Playoffs mit einem gebrochenen Daumen.
Nach einem Wechsel zu den Boston Bruins für die Saison 1936/37 konnte er an die früheren Leistungen nicht mehr anknüpfen. So wurde er nach Saisonende an die New York Americans abgegeben. Hier wurde er oft auch als Verteidiger eingesetzt. Nach der Saison 1940/41 beendete Smith seine Karriere.
Als einer der ersten „Power Forwards“ wurde er 1972 mit der Aufnahme in die Hockey Hall of Fame geehrt.

## Sportliche Erfolge
- Allan Cup: 1922 und 1923
- Olympiasieger: 1924
- Stanley Cup: 1927 und 1935

### Persönliche Auszeichnungen
- First All-Star Team: 1936
- Second All-Star Team: 1932